# 빌헬름 킨츨

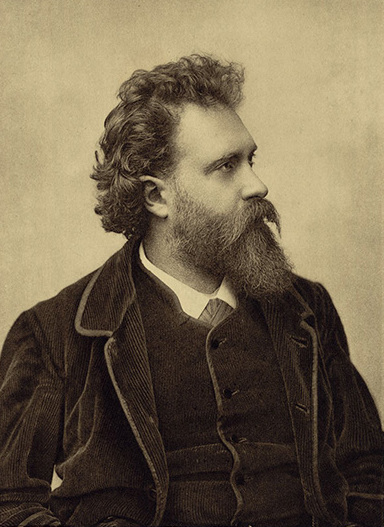
빌헬름 킨츨

빌헬름 킨츨(독일어: Wilhelm Kienzl, 1857년 1월 17일 ~ 1941년 10월 3일)은 오스트리아의 작곡가로 독일 낭만주의가 후기로 넘어가기 전 과도기에 활동한 작곡가이다. 바그너를 존경했던 작곡가로써 바그너의 기법을 사용한 독일식 베리스모 오페라의 작곡가이기도 하다.

## 생애
빌헬름 킨츨은 오버외스터라이히주의 그림같이 아름다운 마을인 봐이첸키르헨(Waizenkirchen)에서 태어났다. 그는 세살 때에 가족을 따라 슈티리아주의 수도인 그라츠로 이사갔다. 이곳에서 그는 바이올린과 피아노를 공부했으며 1872년부터는 쇼팽학자인 루이 스타니슬라우스로부터 작곡을 공부했다. 이후 그는 프라하로 가서 프라하대학교 음악원에 들어가 작곡을 본격적으로 공부하였다. 그는 라이프치히에도 잠시 머물면서 작곡을 공부했고 그후에는 봐이마르로 가서 리스트에게서 작곡과 피아노를 배웠다. 빈으로 온 그는 비엔나대학교에서 박사학위를 받았다.
프라하에 있을 때 그의 스승인 크레이치(Krejci)는 그를 바이로이트로 데려가 바그너의 링 사이클의 초연을 관람하도록 했다. 그것은 킨츨에게 커다란 감동을 준 공연이었다. 이후 킨츨은 평생을 바그너의 팬으로서 살았다. 그는 1873년 그라츠에서 프리드리히 폰 하우제거와 프리드리히 호프만과 함께 '리하르트 바그너 협회'를 설립하였다. 그라츠의 리하르트 바그너 협회는 오늘날 '오스트리아 리하르트 바그너 단체'의 활동에 크게 기여하는 단체로 발전하였다. 1879년에 그는 피아니스트로서, 그리고 지휘자로서 유럽을 순방하였다. 1883년에는 암스텔담의 독일 오페라극장(Deutsche Oper)의 극장장이 되었다. 그러나 얼마후 그라츠로 돌아와 슈탕이어마르크 음악연맹을 주도하고 그라츠 음악원의 설립에 적극 참여하였다. 그는 1890-91년 시즌에 함부르크 국립극장의 음악감독 겸 지휘자로 활약하였으나 어찌된 일인지 그의 음악활동에 대하여 비판의 여론이 일자 사임하였다. 후임은 구스타브 말러였다.
1894년 킨츨의 세번째 오페라로서 그의 대표작이라고 할 수 있는 '복음전도사'(Der Evangelimann)을 완성했다. 1897년에 내놓은 '돈키호테'(Don Quixote)의 성공에는 미치지 못하였지만 1911년의 '양치기의 노래'(Der Kuhreigen: The Melodies)보다는 큰 성공을 거둔 것이었다. 1차 세계 대전이 막바지에 이른 1917년, 킨츨은 첫번째 부인으로 바그너 소프라노인 릴리 호케(Lilii Hoke)와 함께 빈으로 갔다. 힐리 호케는 2년 후인 1919년에 세상을 떠났다. 킨츨은 1921년에 대본가인 헤니 바우어(Henny Bauer)와 결혼하였다. 헤니 바우어는 킨츨의 오페라의 대본을 다수 작성한바 있다.
1920년에 킨츨은 오스트리아 공화정을 수립하는데 큰 기여를 한 독토르 칼 렌너(Dr Karl Renner)의 시 독일 오스트리아, 그대 위대한 나라(Deutschösterreich, du herrliches Land)에 선율을 붙였다. 이 노래는 비록 비공식이기는 하지만 1929년까지 오스트리아 제1공화정의 국가(國歌)로 사용되었다. 한편, 그는 작곡에 있어서도 현대적인 기법의 사용이 활발해 지는 추세를 생각하여 1926년 이후로는 가곡과 같은 간단한 작품을 만들었으며 대곡은 도전하지 않았다. 그리고 1936년부터는 건강이 악화되어 아예 작곡에서 손을 떼었다. 빌헬름 킨츨은 1941년 10월 3일 2차 대전이 한창인 빈에서 세상을 떠났다. 그는 빈 중앙공동묘지의 예술가 구역에 안장되었다.

## 특징
바그너에 영향을 받은 작곡가답게 킨츨이 가장 사랑했던 작곡분야는 오페라였다. 다음이 성악곡과 실내악곡이었다. 실은 빌헬름 킨츨이라는 이름도 오페라와 성악곡(가곡), 실내악곡들 때문에 널리 알려지게 되었다. 킨츨은 슈베르트 이후 휴고 볼프와 함께 오스트리아에서 가장 뛰어난 가곡 작곡가로 인정되고 있다. Selig sin, die Verfolgung leiden(의를 위하여 핍박을 받는 자는 복이 있나니(마태복음 5장 10절))라는 테너 아리아로서 잘 알려진 오페라 '복음전도사'는 일종의 민속오페라(Volks Oper)로서 훔퍼딩크의 '헨젤과 그레텔'과 비교되며 또한 베리스모적인 요소를 포함한 작품으로서 높이 평가되고 있는 것이다. 그래서 킨츨은 이탈리아 이외의 지역에서 베리스모 오페라를 처음으로 작곡한 인물로서 기억되고 있다. 킨츨은 홈퍼딩크와 지그프리트 바그너(Siegfried Wagner) 다음으로 포스트 바그너 시기의 독일 낭만주의 작곡가 중에서는 가장 중요한 오페라 작곡가이다. 킨츨이 오페라에서 즐겨 사용한 배경은 일반 사람들의 평범한 일상에서였다.

## 작품 목록

### 오페라
- 우르바시 (Urvasi) Op.20 (1886)
- 바보 고치기 (Heilmar der Narr) Op.40 (1892)
- 복음전도사 (Der Evangelimann) Op.45 (1895)
- 돈키호테 (Don Quixote) Op.50 (1898)
- 크네헤트 루프레헤트 공장에서 (In Knecht Ruprechts Werkstatt) Op.75 (1907)
- 양치기의 노래 (Der Kuhreigen) Op.85 (1911)
- 신약(神約) (Das Testament) Op.90 (1916)
- 광신자 하산 (Hassan der Schwärmer) Op.100 (1925)
- 산티시움(Sanctissimum) Op.100 (1925)
- 한스 키펠 (Hans Kipfel) Op.110 (1926)

### 멜로드라마
- 신부의 항해 (Die Brautfahrt) Op.9
- 2개의 멜로드리마 Op.97
- 성모와 수녀 (Die Jungfrau und die Nonne) Op.98
- 프랑수아 비용의 마리아 발라드 (Eine Marienballade von Francois Villon) Op.119

### 관현악곡
- 저녁분위기 (Abendstimmungen) Op.53 (현5부와 하프를 위한)
- 슈트라스부르크의 노래에 의한 교향적 변주곡 Op.109

### 실내악곡
- 환상적 소품 (바이올린, 피아노) Op.7
- 피아노 3중주 바단조 Op.13
- 현악4중주 1번 나단조 Op.22
- 현악4중주 2번 다단조 Op.99
- 현악4중주 3번 마장조 Op.113
- 숲의 기분 (호른 4대) Op.108

## 참고 문헌
- 정준극 (음악의 도시 빈과 오페라 이야기)